# Пошук порядкової статистики
Пошук порядкової статистики
i-ю порядковою статистикою (англ. order statistic) множини з n елементів називається i-й у порядку зростання елемент множини.
Так мінімум множини — це перша порядкова статистика, а максимум — n-та порядкова статистика. Медіа́на (англ. median) неформально означає середину множини. Якщо n непарне, то медіана єдина, і її індекс (індекс відповідної порядкової статистики) дорівнює i = (n + 1) / 2; якщо ж n парне, то медіани дві: i = n / 2 та i = n / 2 + 1.
Формально задача пошуку порядкової статистики визначається так:
Дано: множину{\displaystyle \;A}, що складається з{\displaystyle \;n} (різних) чисел, і число {\displaystyle 1\leq i\leq n}
Потрібно знайти: елемент {\displaystyle x\in A}, що більший за рівно{\displaystyle \;i-1} інших елементів множини{\displaystyle \;A}.
Задачу можна розв'язати за час{\displaystyle \;O(n\log n)}. Для цього достатньо впорядкувати елементи за зростанням, а потім взяти i-й елемент. Але є алгоритми що можуть розв'язати цю задачу за час{\displaystyle \;O(n)} в середньому і навіть у найгіршому випадках.

## Історія
Алгоритм пошуку медіан, час роботи якого в найгіршому випадку лінійно залежить від кількості вхідних елементів, був розроблений Блюмом, Флойдом, Праттом, Рівестом і Таржаном. Версія цього алгоритму зі зниженим середнім часом роботи була опублікована в роботі Тоні Гоара. Флойд і Рівест створили покращену версію алгоритму, що працювала в середньому ще краще.
Досі невідомо, скільки саме порівнянь необхідно зробити для пошуку медіани. Нижня границя, рівна 2n порівнянням, була знайдена Бентом і Джоном , а верхня границя, рівна 3n порівнянням, — Шйонхагом, Патерсоном і Піппенджером. Дор і Цвік покращили обидві границі; їх верхня границя трохи менша за 2,95n, а нижня — трохи більша за 2n.

## Алгоритм пошуку мінімуму та максимуму
Окремо мінімум і максимум (першу і n-ну порядкові статистики) множини (масиву) можна знайти за{\displaystyle \;n-1} порівнянь кожен. У практичних задачах часто необхідно одночасно знайти і мінімум, і максимум. при одночасному пошуку кількість порівнянь можна зменшити з {\displaystyle \;2n-2} до {\displaystyle 3\lfloor n/2\rfloor } порівнянь. Для цього потрібно брати по два елементи з множини і порівнювати їх між собою. Потім більший елемент порівнювати з поточним максимумом, а менший — з поточним мінімумом. Таким чином, економиться 1 порівняння (3 порівняння замість 4).

### Псевдокод
```

  

    

      

        

        
F

        
i

        
n

        
d

        
M

        
a

        
x

        
M

        
i

        
n

        
(

        
A

        
)

      

    

    
{\displaystyle \;FindMaxMin(A)}

  

1. 

  

    

      

        
m

        
i

        
n

        
←

        
A

        
[

        
1

        
]

      

    

    
{\displaystyle min\leftarrow A[1]}

  

2. 

  

    

      

        
m

        
a

        
x

        
←

        
A

        
[

        
1

        
]

      

    

    
{\displaystyle max\leftarrow A[1]}

  

3. 

  

    

      

        
i

        
←

        
2

      

    

    
{\displaystyle i\leftarrow 2}

  

4. 
if
 

  

    

      

        

        
l

        
e

        
n

        
g

        
t

        
h

        
[

        
A

        
]

        

        
mod

        

        

        
2

        
=

        
0

      

    

    
{\displaystyle \;length[A]\mod 2=0}

  

5.    
then if
 

  

    

      

        

        
A

        
[

        
2

        
]

        
>

        
m

        
a

        
x

      

    

    
{\displaystyle \;A[2]>max}

  

6.            
then
 

  

    

      

        
m

        
a

        
x

        
←

        
A

        
[

        
2

        
]

      

    

    
{\displaystyle max\leftarrow A[2]}

  

7.            
else
 

  

    

      

        
m

        
i

        
n

        
←

        
A

        
[

        
2

        
]

      

    

    
{\displaystyle min\leftarrow A[2]}

  

8.         

  

    

      

        
i

        
←

        
3

      

    

    
{\displaystyle i\leftarrow 3}

  

9. 
while
 

  

    

      

        
i

        
≤

        
l

        
e

        
n

        
g

        
t

        
h

        
[

        
A

        
]

      

    

    
{\displaystyle i\leq length[A]}

  

10.      
do
 

  

    

      

        
j

        
←

        
i

      

    

    
{\displaystyle j\leftarrow i}

  

11.         

  

    

      

        
k

        
←

        
i

        
+

        
1

      

    

    
{\displaystyle k\leftarrow i+1}

  

12.         
if
 

  

    

      

        

        
A

        
[

        
j

        
]

        
>

        
A

        
[

        
k

        
]

      

    

    
{\displaystyle \;A[j]>A[k]}

  

13.            
then Поміняти
 

  

    

      

        
j

        
↔

        
k

      

    

    
{\displaystyle j\leftrightarrow k}

  

14.         
if
 

  

    

      

        
A

        
[

        
j

        
]

        
<

        
m

        
i

        
n

        

      

    

    
{\displaystyle A[j]<min\;}

  

15.            
then
 

  

    

      

        
m

        
i

        
n

        
←

        
A

        
[

        
j

        
]

      

    

    
{\displaystyle min\leftarrow A[j]}

  

16.         
if
 

  

    

      

        
A

        
[

        
k

        
]

        
>

        
m

        
a

        
x

        

      

    

    
{\displaystyle A[k]>max\;}

  

17.            
then
 

  

    

      

        
m

        
a

        
x

        
←

        
A

        
[

        
k

        
]

      

    

    
{\displaystyle max\leftarrow A[k]}

  

18.         

  

    

      

        
i

        
←

        
i

        
+

        
2

      

    

    
{\displaystyle i\leftarrow i+2}

  

```

Така оптимізація доцільна у випадках, коли порівняння елементів з множини A займає багато часу. Наприклад, якщо порівнюється текст або графічні зображення.

## Алгоритм пошуку за лінійний в середньому час
Алгоритм ґрунтується на принципі "розділяй і владарюй", і працює подібно до швидкого сортування. Для забезпечення малого часу роботи для всіх можливих вхідних даних, в алгоритм уводиться рандомізація. Алгоритм запропонував Тоні Гоар
Ідея полягає в розділенні всього масиву на дві частини так, що кожен елемент в першій частині не більший за будь-який з другої частини. Далі пошук можна продовжити тільки в одній з частин. 

### Псевдокод
Функція {\displaystyle Partition(A,p,q)} виконує розділення частини масиву з p-го по q-й елемент на дві менші частини.
```

  

    

      

        
P

        
a

        
r

        
t

        
i

        
t

        
i

        
o

        
n

        
(

        
A

        
,

        
p

        
,

        
q

        
)

        

      

    

    
{\displaystyle Partition(A,p,q)\;}

  

1 

  

    

      

        
x

        
←

        

        
A

        
[

        
q

        
]

      

    

    
{\displaystyle x\gets \;A[q]}

  

2 

  

    

      

        
i

        
←

        

        
p

        
−

        
1

      

    

    
{\displaystyle i\gets \;p-1}

  

3 
for
 

  

    

      

        
j

        
←

        

        
p

      

    

    
{\displaystyle j\gets \;p}

  

 
to
 

  

    

      

        

        
q

        
−

        
1

      

    

    
{\displaystyle \;q-1}

  

 
4 
do  if
 

  

    

      

        
A

        
[

        
j

        
]

        
≤

        

        
x

        

      

    

    
{\displaystyle A[j]\leq \;x\;}

  

5     
then
 

  

    

      

        
i

        
←

        

        
i

        
+

        
1

      

    

    
{\displaystyle i\gets \;i+1}

  

6          Поміняти 

  

    

      

        
A

        
[

        
i

        
]

        
↔

        

        
A

        
[

        
j

        
]

      

    

    
{\displaystyle A[i]\leftrightarrow \;A[j]}

  

7 

  

    

      

        
i

        
←

        

        
i

        
+

        
1

      

    

    
{\displaystyle i\gets \;i+1}

  

8 Поміняти 

  

    

      

        
A

        
[

        
i

        
]

        
↔

        

        
A

        
[

        
q

        
]

      

    

    
{\displaystyle A[i]\leftrightarrow \;A[q]}

  

9 
return
 

  

    

      

        

        
i

      

    

    
{\displaystyle \;i}

  

```

Функція {\displaystyle Randomized\_Partition(A,p,q)} Робить те ж саме, але вносить рандомізацію в поділ.
```

  

    

      

        
R

        
a

        
n

        
d

        
o

        
m

        
i

        
z

        
e

        
d

        
_

        
P

        
a

        
r

        
t

        
i

        
t

        
i

        
o

        
n

        
(

        
A

        
,

        
p

        
,

        
q

        
)

        

      

    

    
{\displaystyle Randomized\_Partition(A,p,q)\;}

  

1 

  

    

      

        
i

        
←

        
R

        
a

        
n

        
d

        
o

        
m

        
(

        
p

        
,

        
q

        
)

      

    

    
{\displaystyle i\leftarrow Random(p,q)}

  

2 
Поміняти
 

  

    

      

        
A

        
[

        
i

        
]

        
↔

        
A

        
[

        
q

        
]

      

    

    
{\displaystyle A[i]\leftrightarrow A[q]}

  

9 
return
 

  

    

      

        

        
P

        
a

        
r

        
t

        
i

        
t

        
i

        
o

        
n

        
(

        
A

        
,

        
p

        
,

        
q

        
)

      

    

    
{\displaystyle \;Partition(A,p,q)}

  

```

Сам пошук k-ї статистики в масиві A здійснюється функцією {\displaystyle Randomized\_Select(A,1,length[A],k)}
```

  

    

      

        
R

        
a

        
n

        
d

        
o

        
m

        
i

        
z

        
e

        
d

        
_

        
S

        
e

        
l

        
e

        
c

        
t

        
(

        
A

        
,

        
p

        
,

        
q

        
,

        
k

        
)

        

      

    

    
{\displaystyle Randomized\_Select(A,p,q,k)\;}

  

1. 
if
 

  

    

      

        

        
p

        
=

        
q

      

    

    
{\displaystyle \;p=q}

  

2.    
then return
 

  

    

      

        

        
A

        
[

        
p

        
]

      

    

    
{\displaystyle \;A[p]}

  

3. 

  

    

      

        
r

        
←

        
R

        
a

        
n

        
d

        
o

        
m

        
i

        
z

        
e

        
d

        
_

        
P

        
a

        
r

        
t

        
i

        
t

        
i

        
o

        
n

        
(

        
A

        
,

        
p

        
,

        
q

        
)

      

    

    
{\displaystyle r\leftarrow Randomized\_Partition(A,p,q)}

  

4. 

  

    

      

        
t

        
←

        
r

        
−

        
p

        
+

        
1

      

    

    
{\displaystyle t\leftarrow r-p+1}

  

5. 
if
 

  

    

      

        

        
k

        
=

        
t

      

    

    
{\displaystyle \;k=t}

  

6.    
then return
 

  

    

      

        

        
A

        
[

        
r

        
]

      

    

    
{\displaystyle \;A[r]}

  

7. 
elseif
 

  

    

      

        

        
k

        
<

        
t

      

    

    
{\displaystyle \;k<t}

  

8.    
then return
 

  

    

      

        

        
R

        
a

        
n

        
d

        
o

        
m

        
i

        
z

        
e

        
d

        
_

        
S

        
e

        
l

        
e

        
c

        
t

        
(

        
A

        
,

        
p

        
,

        
r

        
−

        
1

        
,

        
k

        
)

      

    

    
{\displaystyle \;Randomized\_Select(A,p,r-1,k)}

  

9.    
else return
 

  

    

      

        

        
R

        
a

        
n

        
d

        
o

        
m

        
i

        
z

        
e

        
d

        
_

        
S

        
e

        
l

        
e

        
c

        
t

        
(

        
A

        
,

        
r

        
+

        
1

        
,

        
q

        
,

        
k

        
−

        
t

        
)

      

    

    
{\displaystyle \;Randomized\_Select(A,r+1,q,k-t)}

  

```

### Аналіз алгоритму
В найкращому випадку (за умови розбиття на рівні частини), час роботи пошуку описується рівнянням:
{\displaystyle \;T(n)=T\left({\frac {n}{2}}\right)+O(n)=O(n)}
Середній час роботи також є{\displaystyle \;O(n)}, і завдяки рандомізації швидкість роботи на довільному вході близька до середньої. Якщо ж розбиття вибрано погано то в найгіршому випадку складність буде {\displaystyle \;O(n^{2})}

## Алгоритм пошуку за лінійний час (BFPRT-алгоритм)
Названий в честь своїх винахідників: Manual Blum, Robert W. Floyd, Vaughan R. Pratt, Ronald L. Rivest і Robert Endre Tarjan. Також відомий англійською як  median-of-medians algorithm
Алгоритм працює подібно до попереднього, але він гарантує собі хороше розбиття, а отже і час роботи в найгіршому випадку O(n).
Алгоритм пошуку k-ї порядкової статистики виконує такі кроки:
1. Якщо вхідний масив містить лише один елемент, то повернути цей елемент і завершити роботу.
2. Всі {\displaystyle \;n} елементів масиву розбиваються на {\displaystyle \lfloor n/5\rfloor } груп по 5 елементів в кожній і одну групу з {\displaystyle \;n\mod 5} елементами (вона може виявитись пустою).
3. Кожна група впорядковується методом включення і в кожній з груп обирається медіана.
4. Шляхом рекурсивного виклику алгоритму знаходиться медіана {\displaystyle \;x} множини {\displaystyle \lceil n/5\rceil } медіан, знайдених на кроці 3 (якщо медіан дві, то обирається нижня).
5. За допомогою модифікованої версії процедури {\displaystyle \;Partition} вхідний масив поділяється відносно медіани {\displaystyle \;x}. Нехай {\displaystyle \;i} — число на одиницю більше за число елементів що потрапили в першу частину.
6. Якщо {\displaystyle \;k=i} повертається значення {\displaystyle \;x}. Інакше, алгоритм викликається рекурсивно, для першої частини, якщо {\displaystyle \;k<i} і для другої якщо {\displaystyle \;k>i} (при цьому, {\displaystyle \;k} замінюється на {\displaystyle \;k-i}).

### Аналіз роботи
Час на впорядкування всіх маленьких частин масиву і час на розбиття масиву є O(n). Вибір елемента розбиття x гарантує, що в більшу частину попаде не більше 7n/10+6 елементів. Отже, рівняння для часу роботи є:
{\displaystyle T(n)=T\left(\left\lceil {\frac {n}{5}}\right\rceil \right)+T\left({\frac {7n}{10}}+6\right)+O(n)=O(n)}